# Landesamt für Bergbau, Geologie und Rohstoffe Brandenburg
Das Landesamt für Bergbau, Geologie und Rohstoffe Brandenburg (LBGR) ist eine Landesoberbehörde des Landes Brandenburg, die als Fach- und Vollzugsbehörde die Aufsicht über die Bergbaubetriebe in den Ländern Brandenburg und Berlin ausübt. Das Amt hat seinen Sitz in Cottbus und einem Kernlager in Wünsdorf.
Das LBGR ist dem brandenburgischen Ministerium für Wirtschaft, Arbeit und Energie nachgeordnet. Für Brandenburg ist das LBGR auch der Staatliche Geologische Dienst sowie die Sonderordnungsbehörde zur Abwehr von Gefahren im Bereich des Altbergbaus.
Der Staatlich Geologische Dienst im LBGR ist seit 2021 mit dem Vollzug des Geologiedatengesetzes für das Land Brandenburg beauftragt. Zum Vollzug des Geologiedatengesetzes gehören die Entgegennahme der Anzeige Geologischer Untersuchungen uns Bohrungen, sowie die öffentliche Bereitstellung geologisch, geowissenschaftlicher Daten und die dauerhafte Archivierung.
Im Rahmen eines Staatsvertrages zwischen dem Land Berlin und dem Land Brandenburg ist das LBGR zugleich die Bergbehörde für das Land Berlin.
Das LBGR gibt seit 1994 die Fachzeitschrift Brandenburgische Geowissenschaftliche Beiträge heraus.